# Harsh Noise Wall
Harsh Noise Wall, auch als Wall Noise, Noise Wall oder HNW bezeichnet, ist ein Musiksubgenre, das dem Noise zugerechnet wird.

## Geschichte
Ausgehend vom Japanoise mit Incapacitants, Monde Bruits, Merzbow als Protagonist, entwickelten global unterschiedliche Akteure der Noise- und Industrialszene den radikalen Minimalismus des Harsh Noise Wall. Die Anfänge des Genres liegen dabei in den späten 1990er Jahren. Insbesondere das kanadische Projekt The Rita, der texanische Musiker Richard Ramirez und das französische Projekt Vomir gelten als die wichtigsten Interpreten der ersten Generation des Genres. The Rita gilt als Namensgeber des Genres. Als weitere Akteure dieser ersten Generation führt Clive Henry Macronympha, Dead Body Love, Hum of the Druid und OVMN an. Zur Verbreitung und Etablierung des Genres trugen indes das monatliche Fanzine DDD bei. Eine regionale Szene war von Beginn des Harsh Noise Wall an nicht auszumachen.
Seit den Anfängen des Genres führten unterschiedliche Akteure die Idee fort und entwickelten die Grundzüge mit eigenen Vorstellungen weiter. Dabei fungierten Soziale Medien zunehmend als Katalysator der Szene und vereinfachte die Netzwerktätigkeit der Akteure und die Vermarktung der Musik. Bis zum Jahr 2016 vermerkte Henry drei Generationen an Interpreten. Als weiterer Angelpunkt der Szene etablierte sich das von Vomir organisierte Harsh Noise Wall Festival in Montreuil.

## Stileinordnung

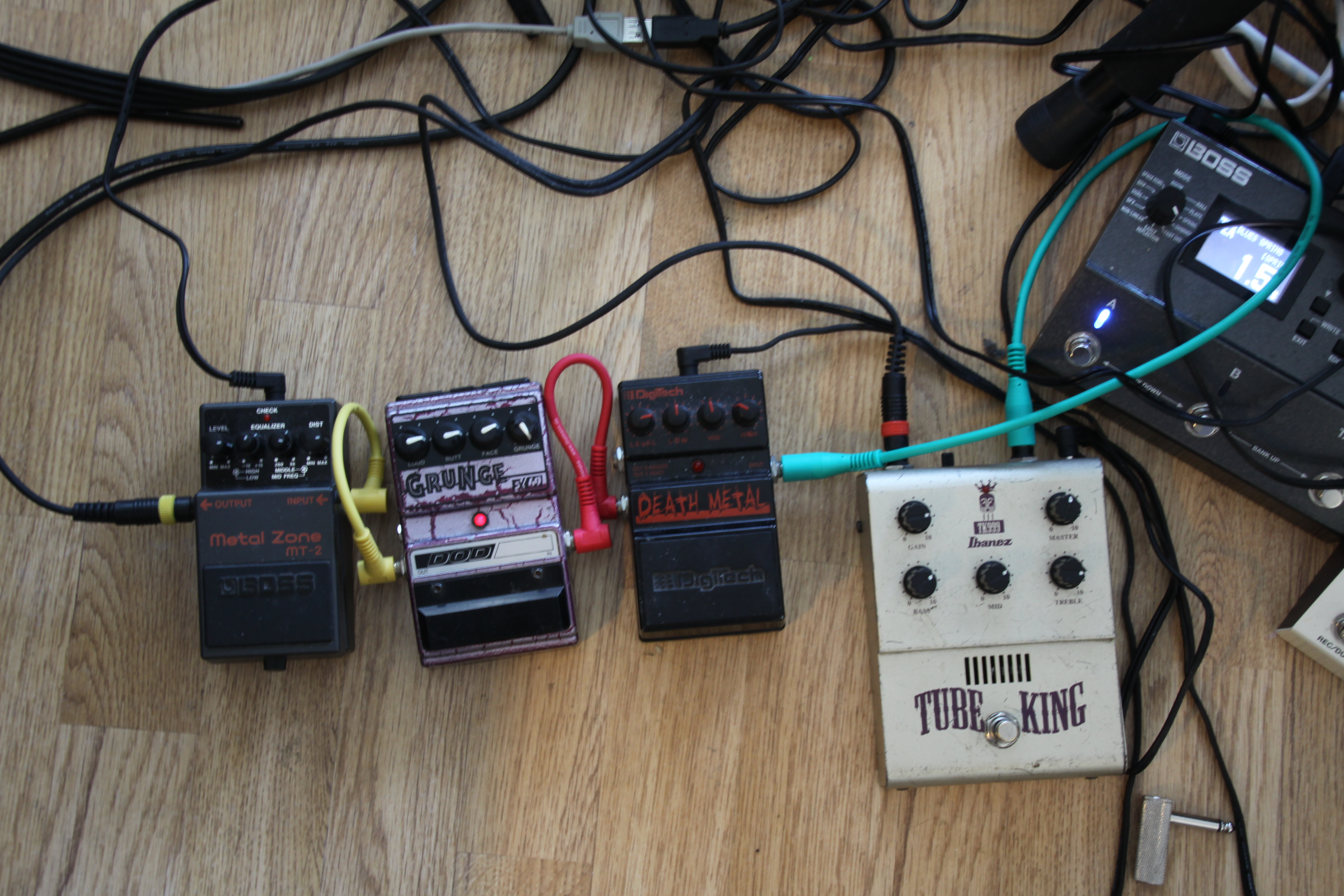
Aneinandergereihte Effektgeräte fungieren oft als Erzeuger der Klangtexturen

Im Genre werden verschiedene Geräusche, zum Teil bloße Störgeräusche und Übersteuerungen von aneinander gekoppelten Verzerrern, zu einem statischen Klang überlagert.
Andere Interpreten nutzen Synthesizer oder andere elektronische Eigenbauten als Klangerzeuger. „Man könnte aber auch ein teures Mikrofon verwenden, um die Luft aufzunehmen und den Bass, den Kompressor und die Verzerrung mit Hilfe eines Online-Programms drastisch zu erhöhen, um den bekannten statischen Effekt zu erzielen.“ Das Ergebnis ist stets „ein unglaublich lautes, verzerrtes, monolithisches Rauschen, das in der Regel während des gesamten Liedes anhält und sich nur selten in Tempo oder Frequenz ändert.“
Sam McKinlay, der als The Rita im Genre agiert, beschrieb Harsh Noise Wall als eine Reaktion auf den Japanoise. Harsh Noise Wall wird die Dynamik des Japanoise zugunsten monoton minimalistischer Texturen ausgespart. Die Charakteristika der Verzerrung dominieren dabei den Gesamtklang. So verfügt das Genre über schlichte Grundzüge die das Transportieren von komplexen Botschaften negiert. Musiker und Rezensenten sprechen der Musik dennoch variable Bedeutungsebenen zu. Von  der Wertschöpfung und Beurteilung des bloßen Tons, bis zur konsequent postmodernen Musik mit einem nihilistisch ästhetischen Konzept, dass der Auseinandersetzung mit der Leere, dem Nichts oder der Bedeutungslosigkeit des Individuums in der postmodernen Gesellschaft dient variieren die Ideen hierbei. Dabei beschrieb der französische Mitbegründer des Subgenres Vomir einen radikalisierten Minimalismus als konzeptionelles Kernelement der Musik.

„No ideas, no changes, no development, no entertainment, and no remorse.“

„Keine Ideen, keine Veränderung, keine Entwicklung, keine Unterhaltung und kein Bedauern.“

Entsprechend beschreibt Clive Henry die musikalische Gestaltung als simpel, derweil es unterschiedliche Herangehensweisen gäbe. Ein stereotypes europäisches Stück beginne mit einer einfachen Klangtextur, strecke diese ohne Entwicklung über dreißig Minuten und endet, während ein amerikanisches Stück mit Übersteuerungen beginne, verschiedene tonale Wände, aufbauend auf der ersten Textur arrangiere und irgendwann endet.